# Unitat de seguiment GPS
Una unitat de seguiment GPS és un dispositiu que utilitza el sistema de posicionament global (GPS) per a determinar la localització exacta d'un vehicle, persona, o un altre actiu al que s'adjunta, permetent registrar la posició de l'actiu a intervals regulars. Les dades d'ubicació gravades es poden emmagatzemar en la unitat de seguiment, o poden ser transmeses a una base de dades de localització central, o un ordinador connectat a Internet, utilitzant un mòbil (GPRS o SMS), emissor de ràdio o satmòdem integrat en la unitat. Això permet la localització dels actius sobre un plànol de fons, ja sigui en temps real o bé analitzar les dades posteriorment, mitjançant algun tipus de programari de seguiment GPS.
Quan s'utilitza per poder conèixer la localització de nens i persones majors, se sol denominar localitzador personal GPS. En aquests casos, també pot permetre la comunicació mitjançant un senzill telèfon mòbil.